# عملية الوثب العالي

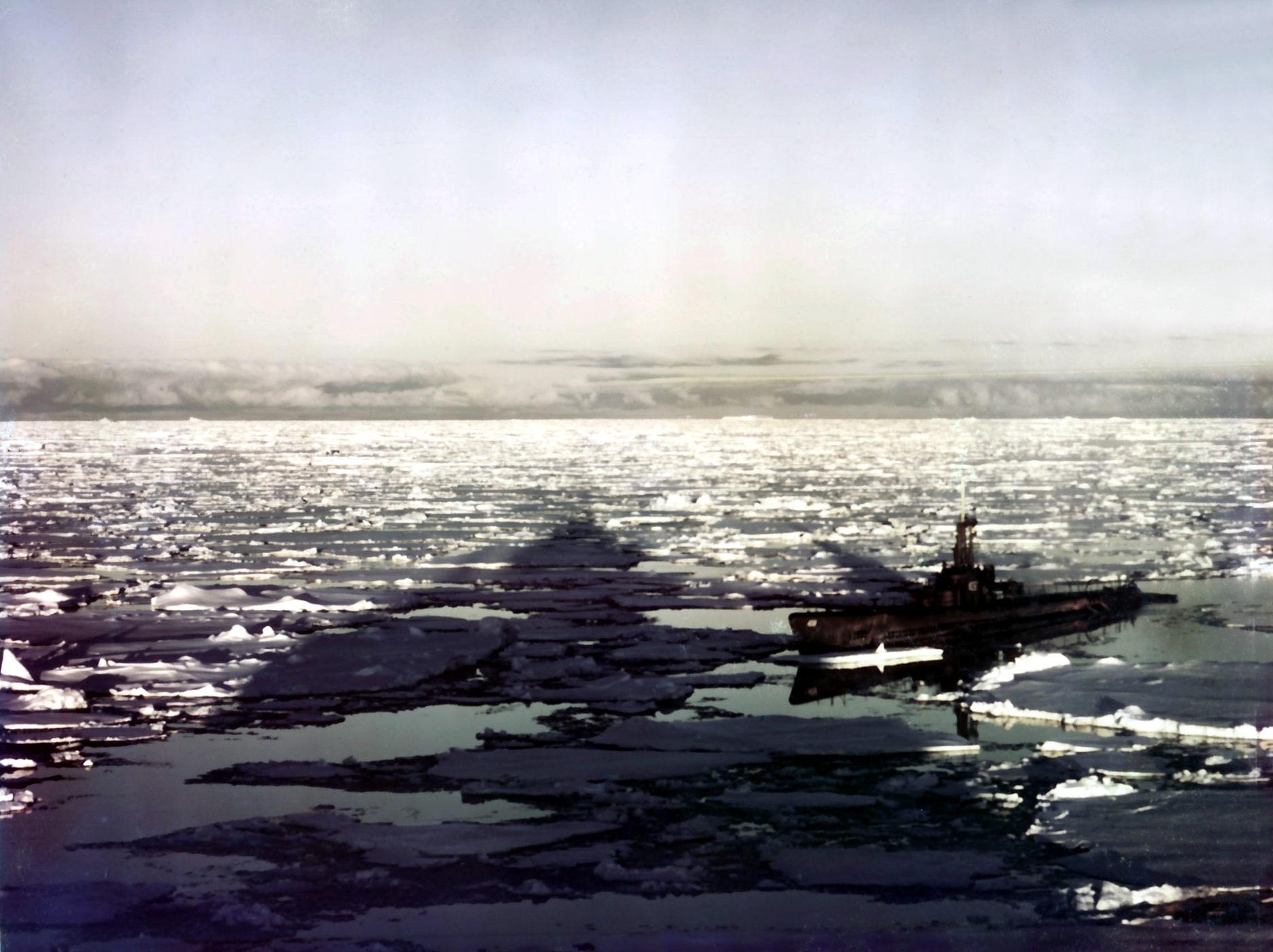

عملية الوثب العالي (بالإنجليزية: Operation Highjump) هو العنوان الرسمي لتطوير برنامج القارة القطبية الجنوبية التابع للبحرية الأمريكية وبدأ بين عامي 1946 و1947، وهي عملية للبحرية الأمريكية نظمها الأميرال ريتشارد بيرد التابع للأسطول الأميركي، وهو ضابط مسؤول تابع للفرقة 68، والتي يقودها الأميرال ريتشارد كروزن التابع للأسطول الأميركي، وهو قائد فرقة العمل 68. عملية الوثب العالي بدأَت في 26 آب 1946 وانتهت في أواخر شباط 1947. وقد شملت الفرقة 68: 4700 رجل، و13 سفينة، و33 طائرة. وكانت المهمة الرئيسة لعملية الوثب العالي تأسيس قاعدة بحثية في القارة القطبية الجنوبية في منطقة القليل من أمريكا.

## أهداف العملية وفق تقرير البحرية الأمريكية
1. تدريب الموظفين وتمكين معدات الاختبار من العمل في ظروف شديدة البرودة.
2. تعزيز وتوسيع نطاق سيادة الولايات المتحدة على أكبر مساحة ممكنة من القارة القطبية الجنوبية (وقد رُفض هذا الهدف علنًا حتى قبل انتهاء الحملة)
3. تحديد إمكانية إنشاء وصيانة واستخدام قواعد عسكرية في القارة القطبية الجنوبية واستقصاء مواقع القواعد الممكنة.
4. تطوير تقنيات لإنشاء وصيانة واستخدام القواعد الجوية على الجليد، مع إيلاء اهتمام خاص للتطبيق في وقت لاحق من هذه التقنيات في العمليات الداخلية في غرينلاند، حيث تكون الظروف مماثلة لتلك الموجودة في القارة القطبية الجنوبية.
5. تضخيم وجود مخازن كهرومغناطيسية وأرضية وجغرافية ومائية، وأرصادية جوية، لمعرفة ظروف الانتشار في المنطقة.
6. أهداف تكميلية لبعثة نانوك.